# Quitridiomicose

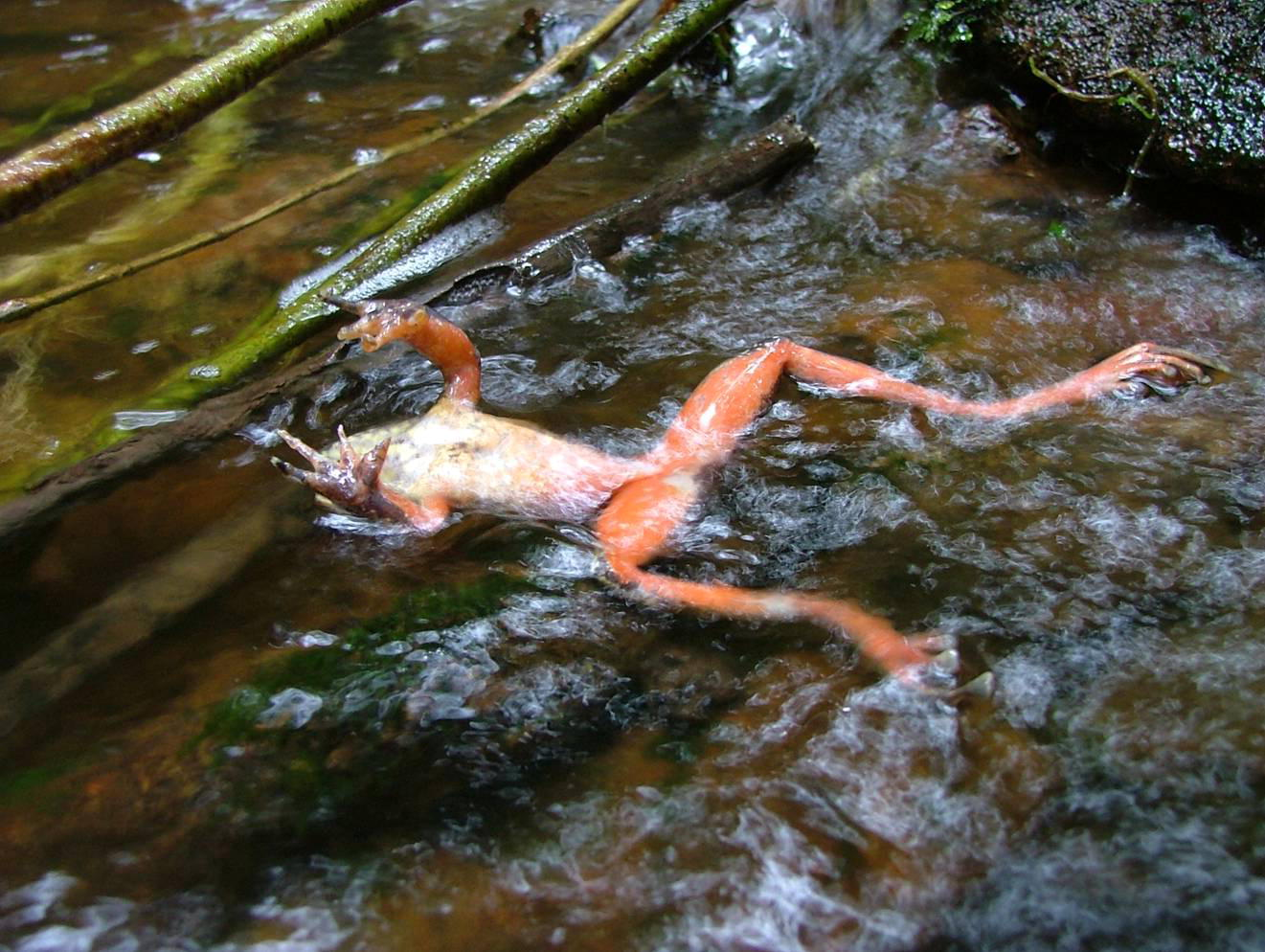
Um sapo infectado.

A quitridiomicose é uma doença infecciosa fatal que afecta os anfíbios; esta é causada por um fungo da divisão Chytridiomycota, Batrachochytrium dendrobatidis, especificamente. A quitridiomicose tem causado um declínio dramático e até mesmo extinções no oeste da América do Norte, América Central, América do Sul e leste da Austrália. Não existe uma medida efectiva para o controlo desta doença nas populações selvagens. Esta doença está a contribuir para um declínio mundial das populações de rãs e crê-se que é parcialmente responsável pelos declínios do 30% das espécies de rãs em todo o mundo nos últimos 15 anos.
Em 2007 uma equipa de investigadores da Universidade de Otago, em Dunedin, Nova Zelândia, anunciou que rãs banhadas com cloranfenicol tornam-se resistentes à quitridiomicose. Também sabe-se que há uma espécie de salamandra que contem bactérias em sua pele que combatem o fungo. Então, prolifera-se essas bactérias e as coloca numa solução, que ao banhar as rãs, as livra da quitridiomicose. Ambos métodos são meramente medidas provisórias, pois uma vez que os espécimes são reintroduzidos no ambiente, voltam a contrair a doença.

## História
A Doença em sua forma de Epizootia foi descoberta em 1993 em sapos mortos e doentes em Queensland, Australia. Desde então pesquisas tem mostrado que a doença esteve presente no país desde 1978 e que é amplamente distribuída em todo o país. Também foi encontrada na África,América, Europa, Nova Zelândia e Oceania. Na Austrália, Panamá  e Nova Zelândia o fungo aparentemente "surgiu e exapandiou sua distribuição ao mesmo tempo em que o número de sapos declinou. Apesar disso, pode ser que o fungo ocorra naturalmente e que só tenha sido recentemente descrito por ter se tornado mais virulento ou mais presente no ambiente ou ainda devido a uma queda na resitência das populações.
A mais antiga ocorrência documentada do Batrachochytrium é de um Espécime de Xenopus laevis, coletado em 1938. Essa espécie também aparenta não ser afetada pelo fungo, tornando-a um bom vetor. O caso mais antigo documentado de quitridiomicose foi uma Rã-touro-americana coletada em 1978.

## Distribuição Geográfica
A distribuição da quitridiomicose é dificil de se derterminar. Quando ocorre apenas é presente nas áreas onde o fungo B. dendrobatidisocorre, porém a doença não é sempre presente onde o fungo ocorre. AInda não é completamente entendido por que certas áreas são afetadas pelo fungo enquanto outras não. Fatores como clima, habitat e densidade da população podem ser as causas do fungo causar quitridiomicose em certa área.
A distribuição geográfica do fungo foi recentemente mapeada, e espalha-se por todo o globo. É importante lembrar, contudo, que a doença nem sempre ocorre onde o fungo foi detectado. B. dendrobatidisfoi encontrado em 56 de 82 países e em 516 de 1240 espécies(42%) usando dados de mais de 36,000 indivíduos.   Asia, for example, has only 2.35% B. dendrobatidis prevalence.
A área de possível distribuição do B. dendrobatisno Novo Mundo é ampla, incluindo áreas com maior diversidade de anfíbios no mundo. Entre as áreas de risco então as floretas de Sierra Madre, as floretas de Sonoran-Sinaloan, a Mata Atlântica, os Andes acima dos 1,000 metros, a floresta de Veracruz, América Central, e parte da Amazônia.

## Transmissão
B. dendrobatis é um agente que dispersa zoósporos através da água. Esse zoósporos usam flagelo para locomoção até encontrar um novo hospedeiro, penetrando através da pele. Uma vez infectado com o fungo o hospedeiro pode desenvolver quitridiomicose, embora isso não ocorra em todos os casos.

## Progressão
A doença progide no seguinte curso: Zoósporos encontram um novo hospedeiro e rapidamente dão origem a um novo esporângio, que produz mais zoósporos. Esse novos zoósporos podem então infectar outros animais ou re-infectar o hospedeiro. Mudanças morfológicas nos anfíbios infectados incluem vermelhidão do ventre, convulsões, acumulação de pele morta sobre o corpo e ocasionalmente pequenas úlceras ou hemorragia. Mudanças comportamentais incluem letargia, falha em procurar abrigo, perda de reflexo e postura anormal.

## Tratamento
Devido ao impacto do fungo nas populações de anfíbios existe um grande investimento em pesquisa em busca de tratamento da doença. Entre os tratamentos mais promissores foi descoberto que populações que sobrevivem a passagem do fundo carregam uma maior carga da bactéria Janthinobacterium lividum, que produz compostos fungicidas.